# Los Pepes
Los Pepes (acronimo spagnolo per Perseguidos por Pablo Escobar, let. "Perseguitati da Pablo Escobar") è il nome con cui era nota un'organizzazione paramilitare operante in Colombia tra il 1992 e il 1993, impegnata in una sanguinosa lotta contro il cartello di Medellín guidato da Pablo Escobar, che sfociò in una serie di attentati ai parenti e alleati del boss. Questi, una volta catturati venivano uccisi, ma non prima di aver subito torture e mutilazioni.

## Storia
Il 19 giugno 1991, Pablo Escobar si consegnò nel carcere La Catedral a Envigado, appositamente costruito per lui: da lì continuò controllando suoi affari illegali, tramite altri due soci in libertà: Fernando Galeano "Il Nero" e Gerardo Moncada "Kiko". L'anno successivo, nel luglio 1992, Escobar era diventato un estorsore di alto livello: accantonò il narcotraffico, per riscuotere i soldi dai narcotrafficanti liberi. Sospettando dei suoi soci, uccise Fernando Galeano “Il Nero” e Gerardo Moncada “Kiko”, con il pretesto che questi gli rubarono USD 20.000.000. Dopo il duplice omicidio, Escobar ordinò altri 50 omicidi contro parenti e uomini legati a Galeano-Moncada. La risposta del governo dopo la carneficina, è quello di trasferire Escobar ad un altro carcere ma Escobar evase insieme al fratello e altri 8 sicari. L'evasione dal carcere, facilitò più l'inseguimento contro Escobar perché quest'ultimo con l'eccidio del clan Galeano-Moncada, provocò una frattura nel Cartello di Medellín poiché i fratelli Castaño, Diego Fernando Murillo (uomo sopravvissuto del clan Galeano-Moncada) e un fratello di Galeano, finanziati dal Cartello di Cali (avversario anche d'Escobar dagli anni 80), creano Los Pepes (acronimo di Perseguidos por Pablo Escobar, Perseguitati da Pablo Escobar) e si pone come obiettivo uccidere Escobar. Pepes intraprende inoltre un'altra carneficina contro sicari e familiari d'Escobar, e ne distrugge le proprietà per ridurre il suo potere. Gli uomini d'Escobar erano rapiti e ammazzati ma prima di morire, venivano torturati e mutilati terribilmente. I cadaveri avevano sempre un cartone che dicevano per esempio: Lavorava per il terrorista ammazza-bambini Pablo Escobar o anche, servile prestanome e iniziatore dei rapimenti al servizio del cartello di Medellin. La faida fu tanto da sanguinaria che nel novembre 1993 Escobar vuole inviare alla moglie e i due figli alla Germania ma sono rifiutati dai tedeschi su richiesta delle autorità colombo-statunitensi. Escobar consapevole che la moglie e i figli rischiano d'essere ammazzati, telefona molte volte alla famiglia, (dimenticando la propria regola dal 1989 non durare più 3 minuti). Ma, il 2 dicembre, come durò più 3 minuti parlando, Escobar venne intercettato, scovato e ucciso insieme a un sicario-guardaspalle dal Bloque de búsqueda.

## Collusione con le autorità
I Los Pepes intrattennero nel loro periodo d'attività rapporti di reciproca collaborazione con la Polizia Nazionale colombiana, in particolare fornendo ragguagli all'unità speciale Blocco di Ricerca (Bloque de Búsqueda) e ricevendo, in cambio, sostegno dalle autorità. Di questa intesa tra Polizia e Los Pepes parlò l'autore Mark Bowden nel suo libro Killing Pablo (ISBN 0-14-200095-7).
Si è anche ipotizzato un possibile legame tra la DEA e la provenienza sconosciuta dei fondi con i quali si finanziavano i Los Pepes. Pare infatti che la direzione americana antidroga finanziasse le attività del gruppo paramilitare per permettergli l'ingaggio di scontri armati e raid contro gli uomini di Escobar in cambio di informazioni utili su traffici di droga.
Seguendo la pista del sostegno americano si è anche parlato di collusioni nascoste con l'Intelligence Support Activity, uno speciale gruppo costituito per operazioni segrete e di insabbiamento all'epoca noto sotto il nome in codice Centra Spike. L'ISA stava muovendosi alla ricerca di Escobar e per farlo colluse le proprie attività con quelle dei Los Pepes fornendo loro assistenza, anche se si parlò di un coinvolgimento della CIA dietro tutta la faccenda.
Al fine di fare luce sugli eventi ancora messi sotto chiave negli archivi governativi, l'Institute for Policy Studies ha avviato una causa legale contro la CIA appellandosi al Freedom of Information Act dopo che gli è stato negato il consenso di ricercare ulteriori informazioni riguardo ai legami tra CIA, DEA e Los Pepes.

## Il dopo-Escobar
Con la morte di Pablo Escobar nel 1993, il gruppo aveva raggiunto il proprio obiettivo (anche se non furono i Los Pepes a uccidere il trafficante) e iniziò a disgregarsi. Diverse figure di rilievo decisero di continuare con la lotta armata, subentrando per esempio nelle Autodefensas Unidas de Colombia (Autodifese unite di Colombia).
I fratelli Castaño (Carlos 1965-2004, Vicente e Fidel, scomparsi 1994) fondarono diversi gruppi paramilitari impegnati nella guerra ai gruppi guerriglieri presenti nel paese, e diedero l'impulso decisivo alla creazione dell'AUC.
Diego Murillo, detto Bejarano Don Berna, entrò dapprima nel mondo del narcotraffico diventando un importante signore della droga per poi entrare a far parte anch'egli delle AUC. Alla fine, Los Pepes vengono mai indagati neppure informalmente per i loro omicidi perché quasi tutti vengono uccisi o diventano alti carichi del governo